# Klodvik I.
Klodvik I. (latinsko Chlodovechvs, rekonstruirano frankovsko *Hlodowig, francosko Clovis Ier)  je bil prvi frankovski kralj, ki je pod enim vladarjem  združil vsa frankovska plemena,  prenesel oblast s skupine plemenskih poglavarjev na enega samega  kralja in zagotovil, da je kraljevski položaj prešel na njegove potomce. Klodvika se šteje za ustanovitelja Merovinške dinastije, ki je vladala Frankovskemu kraljestvu naslednji dve stoletji,  * 24. december 466, † 27. november 511. 
Klodvik je bil sin Hilderika I., merovinškega kralja Salijskih Frankov, in turingijske kraljice Basine. Svojega očeta je nasledil leta 481, ko je bil  star petnajst let. Po bitki pri Soissonsu leta 486  je osvojil Soissonsko gospostvo, ostanek Rimskega cesarstva v Galiji. Do svoje smrti leta 511 je podjarmil večino severnih in zahodnih delov ozemlja, ki je nekoč tvorilo  rimsko Galijo. 
Za francosko zgodovinopisje je pomemben kot »prvi kralj ozemlja, na katerem se je  kasneje razvila  Francija«. Njegovo ime je germansko. Sestavljeno je iz besed  hlod (slava) in wig (borba, boj). Iz njega se je razvilo francosko ime Ludvik (Louis), ki ga je imelo kar osemnajst francoskih kraljev. V holandščini, ki je najbližja frankovščini, se ime glasi  Lodewijk.
Klodvik je pomemben tudi zaradi njegove spreobrnitve v krščanstvo leta 496. Spreobrnil se je verjetno na zahtevo žene Klotilde, katero so kasneje v rimskokatoliški in pravoslavni cerkvi začeli slaviti kot svetnico. Privzel je kalcedonsko veroizpoved in ne arijanstva, ki je bilo  razširjeno med nekaterimi frankovskimi ljudstvi. Njegova spreobrnitev je sprožila širjenje krščanstva med Franki in poenotenje vere na ozemlju sedanje Francije in Nemčije, kasneje pa  zavezništvo med Karlom Velikim in papeži in rojstvo zgodnjega Svetega rimskega cesarstva.

## Konsolidacija Frankov
V  5. stoletju so obstajala številna majhna frankovska kraljestva. Salijski Franki so bili eno od dveh  frankovskih plemen, naseljenih na ozemlju  zahodno od spodnjega Rena, znanem kot Toksandrija, in ozemlju med rekama Meuse in Šeldo v  sedanji Nizozemski in Belgiji. Središče njihove moči je bilo jugozahodno od njihovega glavnega mesta Tournaia  ob  meji med sedanjo Francijo in Belgijo.
Kralj Salijskih Frankov je po smrti svojega očeta Meroveha leta 457  postal  Klodvikov oče Hilderik I.. Vladal je na ozemlju, ki ga je dobil kot rimski federat. Leta 463 se je pridružil vojski severnogalskega magistra militum Egidija v vojni proti Vizigotom in jih v bitki pri Orléansu porazil.  Hilderika je po njegovi smrti leta 482  nasledil  Klodvik. 
Salijski Franki so pod Klodvikom  zavladali svojim sosedom, sprva tudi z Egidijevo  pomočjo. Zgodovinarji so prepričani, da sta bila Hilderik in Klodvik poveljnika rimske vojske v provinci Druga Belgija in podrejena magistru militum. Klodvik se je kasneje obrnil proti rimskim poveljnikom  in v bitki pri Soissonsu leta 486 porazil galsko-rimskega guvernerja,  Egidijevega sina Siagrija. Njegov poraz se šteje za konec zahodnorimske vladavine izven Italije. Klodvik je zatem ujel in usmrtil frankovskega kralja Kararika,  nekaj let kasneje pa še cambraiskega  frankovskega kralja Ragnaharja  in njegove brate. Sledila je zmaga nad majhno skupino Turingov leta 491.  Po njej je postopoma osvojil vsa frankovska kraljestva zahodno od reke Meuse, razen kraljestva Ripuarskih Frankov.  Zavezništvo z Vizigoti je utrdil s poroko svoje sestre Audoflede z njihovim kraljem Teoderikom Velikim.  S pomočjo drugih frankovskih malih kraljev mu je v bitki pri Tolbiacu leta 496 uspelo poraziti tudi Alemane. Za svojo prestolnico je izbral Pariz  in v njem na južnem bregu Sene ustanovil opatijo, posvečeno svetemu  Petru in Pavlu. Opatija se je kasneje po pariški zavetnici  preimenovala v opatijo svete Genovefe in bila leta 1802 porušena. 
Leta 500 se je v bitki  pri Dijonu spopadel z Burgundskim kraljestvom, vendar ga ni uspel podjarmiti.  V naslednjih letih je dobil podporo Armoričanov (Alanov, Galo-Rimljanov in Bretoncev) in z  njihovo pomočjo v bitki pri Vouilléu leta 507  porazil vizigotsko Toulouško kraljestvo in  uničil njegovo oblast v Galiji.  Vizigotski kralj Alarik II.  je v bitki padel. Po bitki je Klodvik k svojemu kraljestvu priključil večino Akvitanije.
Po Gregorju Tourskem mu je bizantinski cesar Anastazij I. po bitki pri Vouilléu podelil naslov konzula.  Ker Klodvikovega imena ni na seznamu konzulov, mu je verjetno podelil nadomestno konzulstvo.  Gregor Tourski piše, da je Klodvik po bitki sistematično uničil vse druge frankovske podkralje (reguli), vključno s Sigibertom Kölnskim in njegovim sinom Kararikom, kraljem skupine Salijskih Frankov, Ragnaharjem Cambraiskim in njegovima bratoma Rikharjem in  Rignomerjem Le Manskim. Klodvik je leta 508 po osvojitvi Kölna, prestolnice Ripuarskih Frankov, postal kralj vseh Frankov. 

## Krst
Klovik se je na zahtevo svoje žene, burgundske princese Klotilde, ki je bila katoličanka, čeprav so jo na dvoru obdajali sami arijanci,    odločil prestopiti  v katoliško vero. Klodvik je dolgo časa nepopustljivo zavračal  prestop v katoliško vero. Klotilda je njunega prvega sina krstila tajno in brez  Klodvikovega dovoljenja. Tajno in brez Klodvikovega dovoljenja je bil krščen tudi njun drugi sin in tudi on je kmalu zatem umrl. Obe smrti kmalu po krstu sta še povečali Klodvikov odpor do krščanstva. Nazadnje je le popustil in se dal na božični dan leta 496 krstiti v majhni cerkvi v bližini kasnejše opatije Saint-Remi v Reimsu. Kip Klodvika, ki ga krsti sveti Remigij, še vedno stoji v cerkvi. 
V Galiji je takrat prevladovalo arijanstvo, zato je po osvojitvi skoraj cele Galije njegova spreobrnitev v katolištvo postala izredno pomembna za zgodovino Zahodne in Srednje  Evrope. 
Katolištvo je Klodviku ponujalo  nekaj prednosti, ker je povečalo njegovo prepoznavnost, in nekaj slabosti, ker je njegov krst pomenil versko ločitev od drugih germanskih kraljev tistega časa, na primer vizigotskega in vandalskega, ki sta bila arijanca. S prestopom je morda dobil nekaj podpore galsko-rimske aristokracije v kasnejših pohodih proti Vizigotom,  katere je leta 507 pregnal iz južne Galije in dosegel, da se je velika večina njegovih podložnikov pokristjanila.
Bernard Bachrach oporeka prednostim krsta in trdi, da je povzročil odtujitev številnih frankovskih podkraljev in za naslednjih nekaj let oslabil Klodvikov vojaški položaj.

## Lex Salica
Pod Klodvikom so Salijski Franki dobili svoj prvi pisni zakonik  Lex Salica. Napisan je bil s pomočjo Galo-Rimljanov, zato vsebuje poleg frankovskega pravnega izročila tudi elemente rimskega prava. Lex Salica našteva različne prestopke  in zanje zagrožene kazni.

## Pozna leta in smrt
Klodvik je tik pred smrtjo sklical prvo sinodo galskih škofov v Orléansu, na kateri naj bi reformirali cerkev in ustvarili močno vez med krono in katoliškim episkopatom. Na koncilu je 33 škofov sprejelo 31 odlokov o dolžnostih in obveznostih posameznikov, pravicah svetišč in cerkveni disciplini.  Odloki so veljali za Franke in Rimljane in prvič izenačili osvajalce  in poražence.
Klodvik je, po izročilu, umrl 28. novembra 511, v  Liber Pontificalis pa je zapis, da je bil leta 513 še živ. Datum njegove smrti torej ni povsem zanesljiv.  Pokopali so ga v opatiji svete Genovefe v Parizu. V srednjem do poznem 18. stoletju so njegove posmrtne ostanke prenesli v baziliko Saint Denis.
Po njegovi smrti  je bilo Frankovsko kraljestvo razdeljeno med njegove štiri  sinove: Teoderika, Klodomerja, Hildeberta. in Klotarja.. Z delitvijo so nastale štiri nove politične enote, kraljestva Reims, Orléans, Pariz in Soissons. Delitev je sprožila notranje spore, ki so trajali do konca Merovinške dinastije leta 751. Po kratki združitvi kraljestva pod Karlom Velikim so se Franki  ponovno razdrobili in se začeli zbirati okoli vzhodnih in zahodnih centrov moči. Te politične,  jezikovne  in kulturne entitete so se kasneje razvile v Francosko kraljestvo, množico nemških državic in pol avtonomni kraljestvi Burgundija in Lotaringija. 

## Zapuščina
Rezultat Klodvikovih osvajanj - Frankovsko kraljestvo, v katero je bila vključena skoraj cela rimska Galija in deli zahodne Germanije, je živelo še dolgo po njegovi smrti. Francozi ga štejejo za ustanovitelja Francije.
Njegove zasluge zmanjšuje že omenjena  delitev kraljestva. Delitev ni potekala  po narodnostnih ali morda logičnih geografskih mejah, ampak je morala vsem štirim sinov zagotoviti približno enake dohodke. Takšna delitev, naj je bila namerna ali nenamerna, je kasneje sprožila številne notranje nerede in nazadnje  propad dinastije. Takšen vzorec se je ponavljal tudi v kasnejših vladavinah. Klodvik je svojim naslednikom zapustil tudi podporo prebivalcev, ki je bilo pretežno katoliško, in cerkve: če bi jih mogotci  poskušali odstraniti s prestola,   bi morali pred tem  dobiti papeževo odobritev.

## Družinsko drevo
|  |                           |  |  |  |  |  |  |  |  |  |  |  |  |  |  |  |
|  | 16. Faramond (legendarni) |  |  |  |  |  |  |  |  |  |  |  |  |  |  |  |
|  |                           |  |  |  |  |  |  |  |  |  |  |  |  |  |  |  |
|  |                           |  |  |  |  |  |  |  |  |  |  |  |  |  |  |  |
|  | 8. Klodion (legendarni)   |  |  |  |  |  |  |  |  |  |  |  |  |  |  |  |
|  |                           |  |  |  |  |  |  |  |  |  |  |  |  |  |  |  |
|  |                           |  |  |  |  |  |  |  |  |  |  |  |  |  |  |  |
|  | 17. Argota (legendarna)   |  |  |  |  |  |  |  |  |  |  |  |  |  |  |  |
|  |                           |  |  |  |  |  |  |  |  |  |  |  |  |  |  |  |
|  |                           |  |  |  |  |  |  |  |  |  |  |  |  |  |  |  |
|  | 4. Meroveh (legendarni)   |  |  |  |  |  |  |  |  |  |  |  |  |  |  |  |
|  |                           |  |  |  |  |  |  |  |  |  |  |  |  |  |  |  |
|  |                           |  |  |  |  |  |  |  |  |  |  |  |  |  |  |  |
|  | 9. Basina (legendarna)    |  |  |  |  |  |  |  |  |  |  |  |  |  |  |  |
|  |                           |  |  |  |  |  |  |  |  |  |  |  |  |  |  |  |
|  |                           |  |  |  |  |  |  |  |  |  |  |  |  |  |  |  |
|  | 2. Hilderik I.            |  |  |  |  |  |  |  |  |  |  |  |  |  |  |  |
|  |                           |  |  |  |  |  |  |  |  |  |  |  |  |  |  |  |
|  |                           |  |  |  |  |  |  |  |  |  |  |  |  |  |  |  |
|  | 1. Klodvik I.             |  |  |  |  |  |  |  |  |  |  |  |  |  |  |  |
|  |                           |  |  |  |  |  |  |  |  |  |  |  |  |  |  |  |
|  |                           |  |  |  |  |  |  |  |  |  |  |  |  |  |  |  |
|  | 6. Basin, kralj Turingije |  |  |  |  |  |  |  |  |  |  |  |  |  |  |  |
|  |                           |  |  |  |  |  |  |  |  |  |  |  |  |  |  |  |
|  |                           |  |  |  |  |  |  |  |  |  |  |  |  |  |  |  |
|  | 3. Basina Turingijska     |  |  |  |  |  |  |  |  |  |  |  |  |  |  |  |
|  |                           |  |  |  |  |  |  |  |  |  |  |  |  |  |  |  |
|  |                           |  |  |  |  |  |  |  |  |  |  |  |  |  |  |  |
|  | 7. Basina, saška princesa |  |  |  |  |  |  |  |  |  |  |  |  |  |  |  |
|  |                           |  |  |  |  |  |  |  |  |  |  |  |  |  |  |  |
|  |                           |  |  |  |  |  |  |  |  |  |  |  |  |  |  |  |